# Sikorsky S.20
Le Sikorsky S.20 est un chasseur russe conçu au cours de la Première Guerre mondiale.

## Présentation
Le S.20 est un sesquiplan de chasse monoplace construit par RBVZ.

Il a un châssis en bois, un train d'atterrissage classique fixe à 2 roues à l'avant et un patin à l'arrière.

Igor Sikorsky a conçu le S-20 pour succéder au Sikorsky S.16. Le premier S-20 possédait un moteur Le Rhône rotatif de 100 ch. Les quatre autres exemplaires avaient quant à eux des Le Rhône de 120 ch.